# 井田村 (大分県)
井田村（いだむら）は、大分県大野郡にあった村。現在の豊後大野市の一部にあたる。

## 地理
大野川支流・茜川と田口川の流域に位置していた。

## 歴史
- 1889年（明治22年）4月1日、町村制の施行により、大野郡石田村、長峯村、船田村、新殿村が合併して村制施行し、井田村が発足[1][2]。旧村名を継承した石田、長峯、船田、新殿の4大字を編成[2]。
  - 同年、大野製糸工場（大字新殿）開設[2]
- 1941年（昭和16年）4月1日、大野郡柴原村と合併し、千歳村を新設して廃止された[1][2]。

### 地名の由来
鎌倉時代から続いた井田郷による。

## 産業
- 農業[3]、製糸[2]、商業[2]